# Kamenná Voda
Kamenná Voda (německy Steinwasser) je zaniklá vesnice v okrese Most v Ústeckém kraji. Nacházela se zhruba pět kilometrů jihovýchodně od centra dnešního města Mostu v nadmořské výšce 219 metrů nad říčkou Srpinou a patřila spolu s osadou Stránce k obci Židovice. Kamenná Voda byla zbořena v sedmdesátých letech 20. století při rozšíření Velebudické výsypky. Katastrální území Kamenná Voda patří k obci Bečov.

## Název
Název vesnice byl údajně odvozen od čedičových balvanů ve středu vesnice, pod kterými vyvěralo jedenáct pramenů. V historických pramenech se jméno objevuje ve tvarech: Kamenna woda (1450), Kamennú vodu (1480), Kamennau Wodu (1585), Kamenna Woda, též Sstainwaser (1585) a Kamená Woda nebo německy Steinwasser (1846).

## Historie
První písemná zmínka o vsi pochází až z roku 1450, kdy byla majetkem města Louny. V roce 1454 připadla Kamenná Voda královské komoře. Od druhé poloviny 15. století patřila Kamenná Voda do panství mosteckého hradu a spolu s ním ji císař Rudolf II. prodal v roce 1595 městu Mostu. To však ves prodalo již v roce 1598 Kryštofovi Modlišovskému. V polovině 17. století patřila ves a statek Zuzaně Porubské. V 18. a 19. století se majitelé často měnili. Roku 1760 to byli Audrichové, 1786 Rajští z Dubnice, roku 1803 Johann Seemann, který nechal postavit místní zámek. V roce 1834 se stal majitelem Josef Schreiter von Schwarzenfeld, který držel ves do roku 1848. Poté mu zůstal v majetku zámek a poplužní dvůr do roku 1864, kdy je koupila rodina Fischerů. Od ní budovy v exekuci získala Zemědělská spořitelna v Mostě.
Kamenná Voda byla v roce 1869, v letech 1890–1900 a v letech 1961–1975 součástí obce Židovice, v roce 1880 součástí obce Polerady-Židovice a v letech 1910–1950 samostatnou obcí, kde byla i fara a škola. Kamenná Voda zanikla v první polovině sedmdesátých let 20. století při rozšíření důlní výsypky. Místo, kde vesnice stála, je rekultivované.

## Obyvatelstvo
Při sčítání lidu v roce 1921 ve vsi žilo 252 obyvatel (z toho 122 mužů), z nichž bylo 96 Čechoslováků, 155 Němců a jeden cizinec. Kromě jednoho evangelíka, dvou členů církve československé a šestnácti lidí bez vyznání se ostatní hlásili k římskokatolické církvi. Podle sčítání lidu z roku 1930 měla vesnice 236 obyvatel: 134 Čechoslováků a 102 Němců. Stále převažovali římští katolíci, ale počet lidí bez vyznání vzrostl na čtyřicet, evangelíci byli tři a k církvi československé patřili dva lidé.
| Rok            | 1869 | 1880 | 1890 | 1900 | 1910 | 1921 | 1930 | 1950 | 1961 | 1970 | 1980 | 1991 | 2001 | 2011 | 2021 |
| -------------- | ---- | ---- | ---- | ---- | ---- | ---- | ---- | ---- | ---- | ---- | ---- | ---- | ---- | ---- | ---- |
| Počet obyvatel | 180  | 229  | 169  | 179  | 249  | 252  | 236  | 119  | 150  | 67   | 0    | 0    | 0    | 0    | 0    |
| Počet domů     | 24   | 24   | 25   | 25   | 27   | 22   | 29   | 33   | 25   | 14   | 0    | 0    | 0    | 0    | 0    |

## Pamětihodnosti
- Jednopatrový klasicistní zámek z roku 1803
- Kaple z konce 18. století, s atypickou zvonicí pro středoevropský region a s volutami v průčelí byla zbořena kvůli těžbě v roce 1974. [9]
- Socha Madony z roku 1811, obnovená 1906 (dnes se nachází v Mariánských Radčicích), kam byla přesunuta v roce 1969.[10]